# Ecological Applications
Ecological Applications (abrégé en Ecol. Appl.) est une publication scientifique qui s’intéresse à la mise en pratique des connaissances en écologie pour la résolution des problèmes environnementaux.  Les articles traitent, entre autres, du développement de principes scientifiques pour appuyer les prises de décision des questions environnementales et de l’examen de l’application des concepts écologiques aux questions environnementales, législatives et de gestions.     
D'après le Journal Citation Reports, le facteur d'impact de ce journal était de 3,672 en 2009. Le directeur de publication est David Schimel.